# بنو منبه (دهستان)
 بنو منبه  به عربی ( بَنوُ المَنبة ) دهستانی است در عزلهٔ (بنی یریم)، در جنوب (حقل قتاب)در ناحیهٔ (الشمل القری)، از توابع استان استان صَنعاء در کشور یمن در شبه جزیره عربستان.

## جمعیت
جمعیت این دهستان در حدود (۳۰ خانوار) و (۱۲۵۶۴) نفر می‌باشد. 

## روستاهای توابع
روستاهای توابع این دهستان عبارتند از:
- روستای اَلدَخلَة
- روستای ذَمران
- روستای الَمنکَث
- روستای اَلحُباب
- روستای الحَصین
- روستای عَرّب
- روستای الأکسُود
- روستای مَاوَة
- روستای الشَمران
- روستای الشعری
- روستای العَماری
- روستای مَنزلِ داجِن
- روستای رُباط القَلعَة
- روستای الهجران
- روستای بُعدان
- روستای الجرف

## منبع
- المقحفی، ابراهیم، احمد ، (مُعجَم المُدُن وَالقَبائِل الیَمَنِیَة) ، منشورات دار الحکمة، صنعاء، چاپ پنجم، وانتشار سال ۱۹۸۵ میلادی به (عربی).
- صنعانی، محمد بن یحیی بن عبدالله بن احمد، الیمانی. ، (اَلأنَباءَ عَن دُولةَ بَلقِیسَ وَ سَبأَ) ، منشورات دار الیمنیة للنشر والتوزیع، صنعاء، چاپ وانتشار سال ۱۹۸۴ میلادی به (عربی).